# Anadrymadusa danensis
Anadrymadusa danensis är en insektsart som beskrevs av Karabag 1972. Anadrymadusa danensis ingår i släktet Anadrymadusa och familjen vårtbitare. Inga underarter finns listade i Catalogue of Life.